# チャールズ・ヒューエット
チャールズ・ウェスレー・ヒューエット（Charles Wesley Huett、1864年 - 1935年）はアメリカ合衆国出身の宣教師である。童謡の「赤い靴」に登場する異人さんのモデルであると言われている。
1864年にコロラド州に生まれ、デンバー大学を出て、1897年（明治30年）に来日すると、仙台、函館、札幌で働き、日本美以教会札幌連回の長老司を務める。
1907年（明治40年）に日本メソジスト教会が誕生すると、初代北海道部長に就任する。旭川豊岡教会の建設のために募金活動をして、今日も使用されているオルガンを寄贈する。
明治時代の終わり頃に帰国して、カリフォルニア州パサデイナで晩年を過ごし、フォレストローン墓地に葬られる。
ヒューレット夫妻が引き取り、9歳で結核で亡くなった子供が、野口雨情の童謡「赤い靴」のモデルになったと言われる。